# Eriogonum nidularium
Eriogonum nidularium là một loài thực vật có hoa trong họ Rau răm. Loài này được Coville mô tả khoa học đầu tiên năm 1893.